# Liste der Kulturdenkmäler in Wernersberg
In der Liste der Kulturdenkmäler in Wernersberg sind alle Kulturdenkmäler der rheinland-pfälzischen Ortsgemeinde Wernersberg aufgeführt. Grundlage ist die Denkmalliste des Landes Rheinland-Pfalz (Stand: 14. August 2023).

## Einzeldenkmäler
| Bezeichnung                                   | Lage                                                     | Baujahr                            | Beschreibung | Bild                           |
| --------------------------------------------- | -------------------------------------------------------- | ---------------------------------- | --- | ------------------------------ |
| Friedhofskreuz                                | Friedhofstraße, auf dem Friedhof Lage                    | zweite Hälfte des 19. Jahrhunderts | Friedhofskreuz, Gusseisenkorpus, zweite Hälfte des 19. Jahrhunderts | Fotos hochladen                |
| Wohnhaus                                      | Kapellenstraße 2 Lage                                    | Ende des 17. Jahrhunderts          | stattliches barockes Fachwerkhaus mit Stallteil, Ende des 17. Jahrhunderts | weitere Bilder Fotos hochladen |
| Hofanlage                                     | Kapellenstraße 8 Lage                                    | 1926                               | Heimatschutzstil-Baugruppe, Fachwerk, bezeichnet 1926; eingeschossiger Krüppelwalmdachbau, Werkstattgebäude | weitere Bilder Fotos hochladen |
| Wegekreuz                                     | Kapellenstraße, bei Nr. 20 Lage                          | zweite Hälfte des 19. Jahrhunderts | Wegekreuz, Gusseisenkorpus, zweite Hälfte des 19. Jahrhunderts | Fotos hochladen                |
| Maria- und Nothelferkapelle                   | Kapellenstraße 26 Lage                                   | 1862                               | Feldkapelle, Walmdachbau mit Vorhalle, 1862 | weitere Bilder Fotos hochladen |
| Katholische Pfarrkirche St. Philipp und Jakob | Kirchstraße 13 Lage                                      |                                    | ehemaliger Chorturm, im Kern spätgotisch, später erhöht, Saalbau 1782 | weitere Bilder Fotos hochladen |
| Kreuzigungsgruppe                             | Kirchstraße, bei Nr. 13 Lage                             | erste Hälfte des 19. Jahrhunderts  | Kreuzigungsgruppe, erste Hälfte des 19. Jahrhunderts | Fotos hochladen                |
| Hofanlage                                     | Kirchstraße 20 Lage                                      |                                    | Streckhof; barockes Wohnhaus, Scheune 19. Jahrhundert | Fotos hochladen                |
| Skulpturen                                    | Maisbachstraße, in Nr. 8 Lage                            | um 1480                            | spätgotische Skulpturen im ehemaligen katholischen Pfarrhaus, um 1480 | BW                             |
| Hofanlage                                     | Mühlstraße 5 Lage                                        | 1678                               | Hofanlage; barockes Fachwerkhaus, bezeichnet 1678 (?) | Fotos hochladen                |
| Brunnen                                       | Nußfeldstraße, bei Nr. 16 Lage                           | um 1900                            | Brunnen, gusseiserne Schwengelpumpe, um 1900 | Fotos hochladen                |
| Schwarzes Kreuz                               | östlich des Ortes an der K 1; Flur Am Annweiler Weg Lage | spätes 19. Jahrhundert             | Wegekreuz, spätes 19. Jahrhundert | Fotos hochladen                |
| Weißes Kreuz                                  | östlich des Ortes an der K 1; Flur Wingertsäcker Lage    | 1877                               | Wegekreuz, 1877 | Fotos hochladen                |
| Kaisermühle                                   | nordwestlich des Ortes (Mühlstraße 25) Lage              | 19. Jahrhundert                    | auch Wernersberger Mühle, 19. Jahrhundert; Wohn- und Mühlengebäude eine anderthalb bis zweigeschossige Baugruppe in Rotsandstein unter Krüppelwalmdächern; Mühlentechnik; Scheune; Hofmauer; anliegende Bogenbrücke (Bild) | weitere Bilder Fotos hochladen |
| Kilometerstein                                | östlich des Ortes an der B 48 Lage                       | zweite Hälfte des 19. Jahrhunderts | Sandsteinkegel, zweite Hälfte des 19. Jahrhunderts | Fotos hochladen                |
| Wegekreuz                                     | südlich des Ortes; Distrikt In der Kirr/Geierstein Lage  | 1851                               | Wegekreuz auf Tischsockel, bezeichnet 1851 | Fotos hochladen                |